# Кондекур
Кондекур (фр. Condécourt) — муниципалитет во Франции, в регионе Иль-де-Франс, департамент Валь-д'Уаз. Население — 486 человек (1999).
Муниципалитет расположен на расстоянии около 36 км северо-западнее Парижа, 9 км западнее Сержи.

## Демография
Динамика населения (Cassini и INSEE):

## Достопримечательности
- Шато Виллет